# Parafia Zaśnięcia Najświętszej Maryi Panny w Asunach
Parafia Zaśnięcia Najświętszej Maryi Panny w Asunach – parafia greckokatolicka w Asunach, w dekanacie węgorzewskim eparchii olsztyńsko-gdańskiej. Założona w 1958. Mieści się pod numerem 11. Prowadzą ją ojcowie Bazylianie.